# Владимирова, Валентина Харлампиевна
Валенти́на Харла́мпиевна Влади́мирова (урождённая Дубина; 22 ноября 1927, Василевка — 23 марта 1994, Москва) — советская актриса кино и театра. Заслуженная артистка РСФСР (1969).

## Биография
Родилась 22 ноября 1927 года в селе Василевка (ныне Кировоградская область, Украина).
После окончания Великой Отечественной войны поступила в харьковский инженерно-экономический институт. Проучилась там два года, затем уехала в Москву и поступила во ВГИК.
В 1955 году окончила институт и начала работать в труппе Театра-студии киноактёра. В это же время начала сниматься в кино, первоначально в эпизодических ролях. Она была одной из самых снимаемых и любимых актрис советского кино. Зрители ценили Владимирову за правдивость и узнаваемость созданных ею образов простых русских женщин: «Любушка», «Самый медленный поезд», «Председатель», «Женщины», «Не забудь… станция Луговая», «Угрюм-река», «Шаг навстречу», «Белый Бим Чёрное ухо», «Тени исчезают в полдень».
Выйдя на пенсию, ушла из Театра-студии киноактёра и практически перестала сниматься в кино. Последние годы жизни прожила в одиночестве. Умерла на даче 23 марта 1994 года. Похоронена на Ваганьковском кладбище Москвы (участок № 43).
Муж — кинооператор Владимиров, Валерий Борисович (1923—1990).

## Фильмография
- 1955 — Вольница
- 1955 — Первый эшелон — целинница
- 1957 — Летят журавли — солдатка
- 1957 — Саша вступает в жизнь — Клавдия Позднякова, скотница
- 1958 — Поэма о море — Мария Кравчина
- 1959 — Аннушка — Настя
- 1959 — В степной тиши
- 1959 — Всё начинается с дороги — Екатерина Ивановна
- 1960 — Воскресение — арестантка
- 1960 — Конец старой Берёзовки — Варвара Николаевна, мать Лизы и Бори
- 1960 — Первое свидание — общественница на заводе
- 1960 — Простая история — Авдотья, подруга Саши Потаповой
- 1960 — Прыжок на заре — Таисия Гавриловна
- 1960 — Ровесник века
- 1960 — Яша Топорков — жена Прошки
- 1961 — Водяной — Кланя, жена Лыкова
- 1961 — Две жизни
- 1961 — Любушка — Настасья
- 1961 — Командировка — колхозница
- 1961 — Чёртова дюжина — пассажирка-колхозница
- 1962 — Никогда — Маша
- 1963 — Понедельник — день тяжёлый — уборщица
- 1963 — Самый медленный поезд — тётя Паша
- 1963 — Слепая птица — пассажирка поезда с ребёнком
- 1963 — Это случилось в милиции — Зинаида Гавриловна
- 1964 — Донская повесть — Фрося
- 1964 — Криницы — Аксинья Федосовна Снегирь
- 1964 — Председатель — Полина Коршикова
- 1964 — Свет далёкой звезды — Настя
- 1964 — Сумка, полная сердец — Мотря
- 1965 — Женщины — Елизавета Фёдоровна
- 1965 — Звонят, откройте дверь
- 1965 — Игра без правил — Марфа Кротова
- 1965 — Мимо окон идут поезда — Парамонова
- 1966 — Авдотья Павловна — Нина, жена директора школы
- 1966 — Не забудь… станция Луговая — Мария Агафонова
- 1966 — Бурьян — Секлета
- 1967 — Весна на Одере — медсестра
- 1967 — Железный поток — Горпина (озвучивание)
- 1967 — Зареченские женихи — мать невесты Трифонова
- 1967 — Незабываемое — мать дезертира
- 1967 — Стюардесса — скандальная пассажирка
- 1967 — Три дня Виктора Чернышёва — Катерина, мать Чернышёва
- 1967 — Про чудеса человеческие — Мария
- 1968 — Виринея — Анисья Егоровна
- 1968 — Шаги по земле — мать Саньки
- 1968 — Иван Макарович — мать Кольки
- 1968 — Угрюм-река — Мария Кирилловна Громова
- 1969 — Варькина земля — Надежда Егоровна, тётя Варьки
- 1969 — Неподсуден — женщина с поросёнком
- 1969 — На пути к Ленину — дежурная в гостинице
- 1969 — Пятый день осенней выставки — Донька
- 1969 — Я его невеста — Саврасова
- 1969 — Сатирический киножурнал «Фитиль», сюжет «Пирожки» — продавщица
- 1970 — Кража
- 1970 — Ночная смена — Клава
- 1970 — Салют, Мария! — мать Марии
- 1970 — Счастливый человек — Маслова
- 1971 — Пропажа свидетеля — Агафья Васильевна, администратор гостиницы
- 1971 — Смертный враг — Параска
- 1971 — Старики-разбойники — Мария Тихоновна Воробьёва
- 1971 — Тени исчезают в полдень — Марфа
- 1971 — Холодно — горячо — Евдокия Семёновна, уборщица в библиотеке
- 1972 — Самый последний день — мать
- 1972 — Улица без конца — мама Валя
- 1972 — Здесь нам жить — Текля
- 1973 — Комиссар Сергушин
- 1973 — Дом с привидениями
- 1973 — Огонь — жена пасечника
- 1973 — Старая крепость — Мария Афанасьевна, тётя Василя
- 1974 — Любовь земная — Нина Ивановна, секретарь Брюханова
- 1974 — Свой парень — родственница Али
- 1974 — Мечтать и жить — подруга матери
- 1974 — Северный вариант — тётя Таня, повариха
- 1975 — Ау-у! (новелла «И подъехали к избе сваты…») — торговка овощами
- 1975 — Единственная — судья
- 1975 — Семья Ивановых — Валентина Запрягаева
- 1975 — Чужие письма — Антонина Карповна, учитель биологии
- 1975 — Шаг навстречу — Мария Тимофеевна
- 1976 — Близкая даль — Клавдия
- 1977 — Белый Бим Чёрное ухо — «Тётка»
- 1977 — Приезжая — тётя Фима, мать Ивана
- 1978 — Молодая жена — Руфина
- 1978 — Подпольный обком действует — Петровна
- 1978 — Расписание на послезавтра — Прасковья Павловна Игнатова
- 1979 — Здесь, на моей земле — мать Назарова
- 1979 — С любовью пополам
- 1980 — Пора летних гроз — тётя Лена
- 1980 — Назначение — Мария Михайловна
- 1980 — Последний побег — Антонина, буфетчица
- 1980 — У матросов нет вопросов — пассажирка
- 1982 — Предел желаний — женщина в электричке
- 1983 — Женатый холостяк — мама Сергея Петрова
- 1983 — Спокойствие отменяется — Степанида Петровна
- 1989 — Женщины, которым повезло — тётя Груня, кастелянша в детдоме
- 1992 — Белые одежды

## Награды и призы
- 1969 — Заслуженная артистка РСФСР